# Golf van Boothia
De Golf van Boothia is een baai in Nunavut in Canada.

## Geografie
Administratief is de baai verdeeld tussen de regio Kitikmeot in het westen en de regio Qikiqtaaluk in het oosten. Het gaat noordwaarts over in Prince Regent Inlet (uitkomend op de Lancasterzeestraat), waarbij de twee één enkele baai vormen met verschillende namen voor de delen. Ten noordoosten ligt het Baffineiland, in het oosten Fury and Hecla Strait, in het zuidoosten het Melville-schiereiland, in het zuiden het Canadese vasteland, in het westen het schiereiland Boothia en in het noordwesten de Straat Bellot. Via de smalle Fury and Hecla Strait staat de baai in verbinding met het Foxebekken en de Hudsonbaai. In het zuiden van de baai ligt Committee Bay met ten noordwesten daarvan het Simpson-schiereiland en Pelly Bay.

## Geschiedenis
In 1822 werd de golf bezocht door enkele mannen van William Edward Parry, die te voet langs de door ijs verstikte Fury and Hecla Strait gingen. In 1829 werd hij betreden door John Ross, die er vier jaar lang vastgevroren was door het ijs en hem vernoemde naar zijn beschermheer Sir Felix Booth. De zuidkant werd in 1846-1847 verkend door John Rae, die hem vanuit het zuiden over land bereikte.

## Flora en fauna
De baai ligt in de mariene ecoregio Lancasterzeestraat.